# 浪花町 (神戸市)
浪花町（なにわまち）は兵庫県神戸市中央区の町名。郵便番号650-0035。

## 地理
中央区南部に位置する。旧居留地の中央部、東から5番目、西から3番目に位置する南北の道路沿い。
事務所ビルの建ち並ぶ商業地域。東は京町、南は海岸通、西は播磨町、北は三宮町一丁目に隣接。住居表示は未実施で居留地時代から続く旧居留地の他の町と共通の地番を用いる。

## 歴史
元は神戸外国人居留地内の東西5本南北8本あった道路のうち西から4番目の幅9m、長さ370.8mの道路に1872年（明治5年）付けられた名前。由来は「浪花」からで、他の道と同じく著名な地名から付けられた。
これが正式な町名となったのは1899年（明治32年）に居留地が返還された時である。
はじめ神戸市、1931年（昭和6年）より同市神戸区、1945年（昭和20年）より同市生田区、1980年（昭和55年）より同市中央区に所属。

### 沿革
- 1874年（明治7年） - 英国領事館が居留地9番館に移転。
- 1880年（明治13年）頃 - 旧居留地十五番館（後にノザワ本社社屋となる）建設される。
- 1881年（明治14年） - 米国領事館が加納町から移転。
- 1917年（大正6年） - 米国領事館が明石町へ移転。
- 1919年（大正8年） - オランダ領事館が京町から移転、後に播磨町へ移転。
- 1920年（大正9年） - ノルウェー領事館が前町から移転。ギリシャ領事館開設。
- 1928年（昭和3年） - ノルウェー領事館が仲町へ移転。
- 1933年（昭和8年） - 神戸証券取引所（後の神戸朝日ビル）完成。
- 1934年（昭和9年） - 前町・仲町・裏町の各一部を編入。
- 戦後オランダ総領事館、スイス領事館が開設されたがその後移転。

## 世帯数と人口
2021年（令和3年）12月31日現在の世帯数と人口は以下の通りである。
| 町丁   | 世帯数 | 人口 |
| ------ | ------ | ---- |
| 浪花町 | 0世帯  | 0人  |

- 平成17年国勢調査（2005年10月1日現在）での定住者なし[4]。
- 1988年（昭和63年）の世帯数・人口0[5]。
- 1960年（昭和35年）の世帯数2・人口3[5]。
- 1920年（大正9年）の世帯数20・人口63[5]。
- 1901年（明治34年）の戸数14・人口24[5]。

## 施設
- 神戸朝日ビル
- 兵庫県信用保証協会
- 西日本電信電話株式会社兵庫支店三宮別館
- ホテルトラスティ神戸旧居留地
- 旧居留地十五番館
- 三井住友銀行神戸本部ビル（神戸銀行本店→太陽神戸銀行本店・神戸本部→さくら銀行関西本部）